# Città di Caltanissetta 2012
Il Città di Caltanissetta 2012 è stato un torneo professionistico di tennis giocato sulla terra rossa. È stata la 14ª edizione del torneo che fa parte dell'ATP Challenger Tour nell'ambito dell'ATP Challenger Tour 2012. Si è giocato a Caltanissetta in Italia dal 4 al 10 giugno 2012.

## Partecipanti

### Teste di serie
| Nazionalità | Giocatore              | Ranking* | Testa di serie |
| ----------- | ---------------------- | -------- | -------------- |
| Colombia    | Alejandro Falla        | 52       | 1              |
| Italia      | Paolo Lorenzi          | 86       | 2              |
| Portogallo  | Frederico Gil          | 107      | 3              |
| Spagna      | Roberto Bautista Agut  | 116      | 4              |
| Croazia     | Antonio Veić           | 119      | 5              |
| Brasile     | Rogério Dutra da Silva | 121      | 6              |
| Spagna      | Daniel Gimeno Traver   | 125      | 7              |
| Slovenia    | Grega Žemlja           | 129      | 8              |

- Ranking al 28 maggio 2012.

### Altri partecipanti
Giocatori che hanno ricevuto una wild card:
- Marco Cecchinato
- Alejandro Falla
- Gianluca Naso
- Tommy Robredo

Giocatori passati dalle qualificazioni:
- Alejandro González
- Daniel Kosakowski
- Dominik Meffert
- Boris Pašanski

## Campioni

### Singolare
Tommy Robredo ha battuto in finale  Gastão Elias con il punteggio di 6–3, 6–2

### Doppio
Marcel Felder /  Antonio Veić hanno battuto in finale  Daniel Gimeno Traver /  Iván Navarro con il punteggio di 5–7, 7–6(5), [10–6]